# هيو بويل
هيو بويل (بالإنجليزية: Hugh Boyle)‏ هو لاعب غولف أيرلندي، ولد في 28 يناير 1936 في Omeath ‏ في جمهورية أيرلندا، وتوفي في 23 مايو 2015.